# Brouwerij De Schelde
Brouwerij De Schelde ofwel Brouwerij Devos en later Brouwerij De Wulf is een voormalige brouwerij gelegen in de Hutsepotstraat 69 te Zwijnaarde en was actief van 1850 tot 1959. 
De gebouwen van de voormalige brouwerij staan sinds 1983 op de lijst van onroerend erfgoed.

## Geschiedenis
De brouwerij werd in 1850 opgericht. Brouwer Jules Devos was tevens gemeentesecretaris te Zwijnaarde. Daarnaast bezat hij ook een steenbakkerij aan de Schelde. Na het overlijden van brouwer Devos werd de brouwerij door zijn weduwe verkocht aan de knecht van de brouwerij, Dhr. De Wulf.
Gedurende oorlogsjaren van de Eerste en de Tweede Wereldoorlog werd het brouwen gestaakt. Telkens werd het brouwer hervat tot de definitieve sluiting in 1959.  

## Gebouwen
Zowel het woonhuis als de brouwerij zijn behouden. Het woonhuis is een dubbelhuis bestaande uit 2 bouwlagen met een zadeldak. Het brouwgebouw ligt ten oosten van het woonhuis met ertussen een oprit. Men kan nog de restanten van een schouw aantreffen die oorspronkelijk hoger was maar rond 1965 werd ingekort. Van de technische installatie binnen is niets meer over.

## Bieren[1]
- Dubbel
- Special Menagebier
- Triple
- Uitzet